# Pont San Michele
Le pont San Michele, également connu sous le pont de Paderno, pont de Calusco ou pont Röthlisberger est un pont en arc métallique, mi-ferroviaire (pont-rail), mi-routier (pont-route) qui a été construit de 1887 à 1889. L'ouvrage permet de relier les villes de Paderno d'Adda et Calusco d'Adda en traversant une gorge de la rivière Adda.
Chef-d'œuvre reconnu comme l'un des symboles de l'archéologie industrielle italienne, le pont a été candidat pour une inscription sur la liste des sites du patrimoine mondial de l'UNESCO en 2017.

## Technique et structure

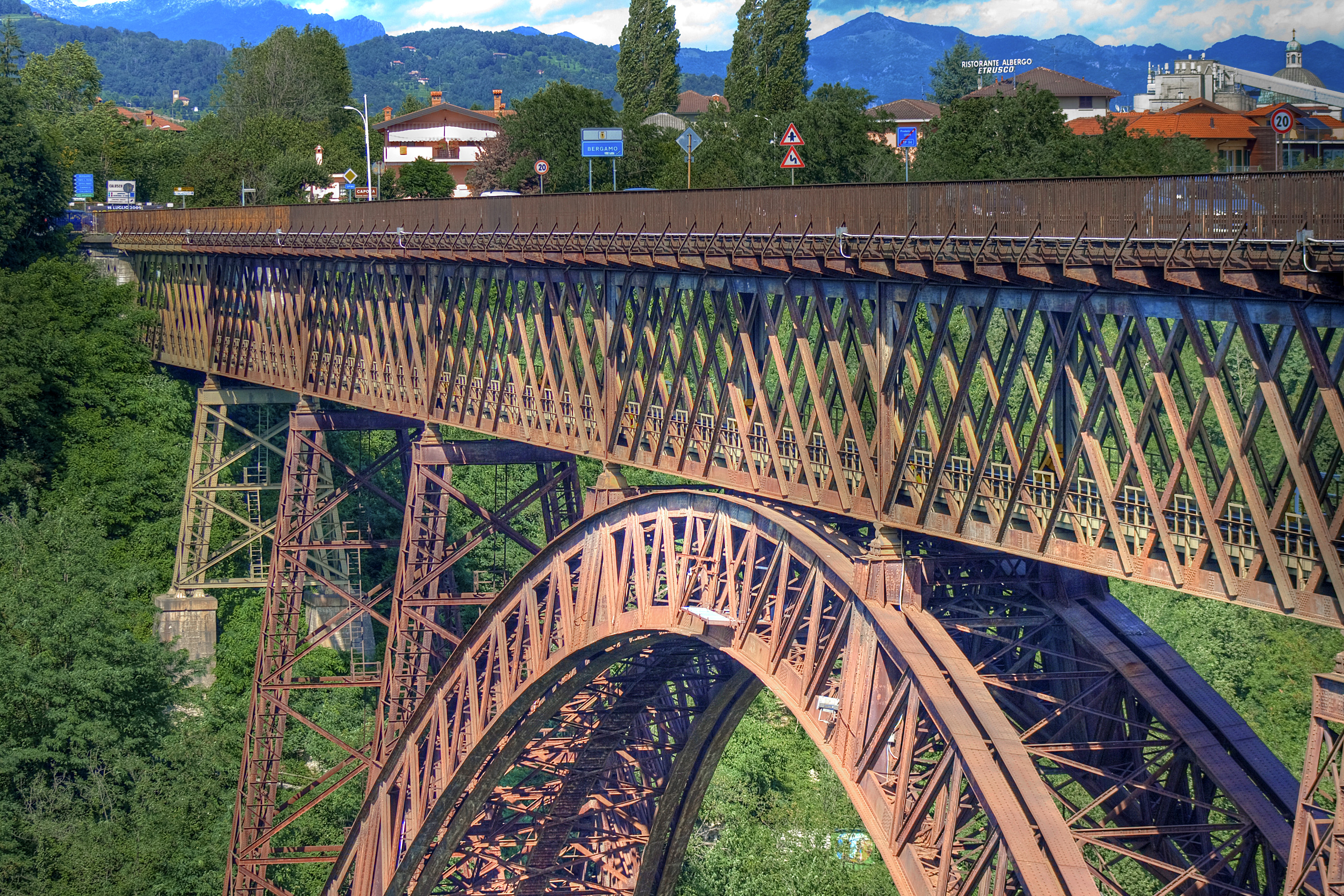
Vue du pont, qui met en évidence les deux étages qui se chevauchent : celui du bas pour les trains, celui du haut pour les véhicules.

Le pont, conçu par l'ingénieur suisse Jules Röthlisberger (1851-1911,,), directeur du bureau technique de la Société nationale Officine di Savigliano (qui a pris en charge la construction), mesure 226 mètres de long et s'élève à 85 mètres au-dessus du niveau de la rivière Adda. Il a été parmi les premiers exemples de construction ayant exploité les principes de la théorie de l'ellipse d'élasticité et a donc été par la suite l'objet d'études, à l'instar d'autres grands ponts métalliques en treillis érigés dans les mêmes années, comme le pont Maria Pia de Porto et le viaduc de Garabit en France.
Il se compose d'une seule travée en poutres en fer d'une portée de 150 mètres, supportant un tablier à deux niveaux via 7 pylônes en fer (hauteur de 6,3 mètres entre les deux niveaux. Au niveau inférieur du pont passe la ligne de chemin de fer Seregno-Bergame (en), tandis qu'au niveau supérieur passe la Strada Provinciale Via Vittorio Emanuele II qui relie la province de Lecco à celle de Bergame. La chaussée a une largeur de cinq mètres et est à voie unique, avec deux passages pour piétons sur les côtés.

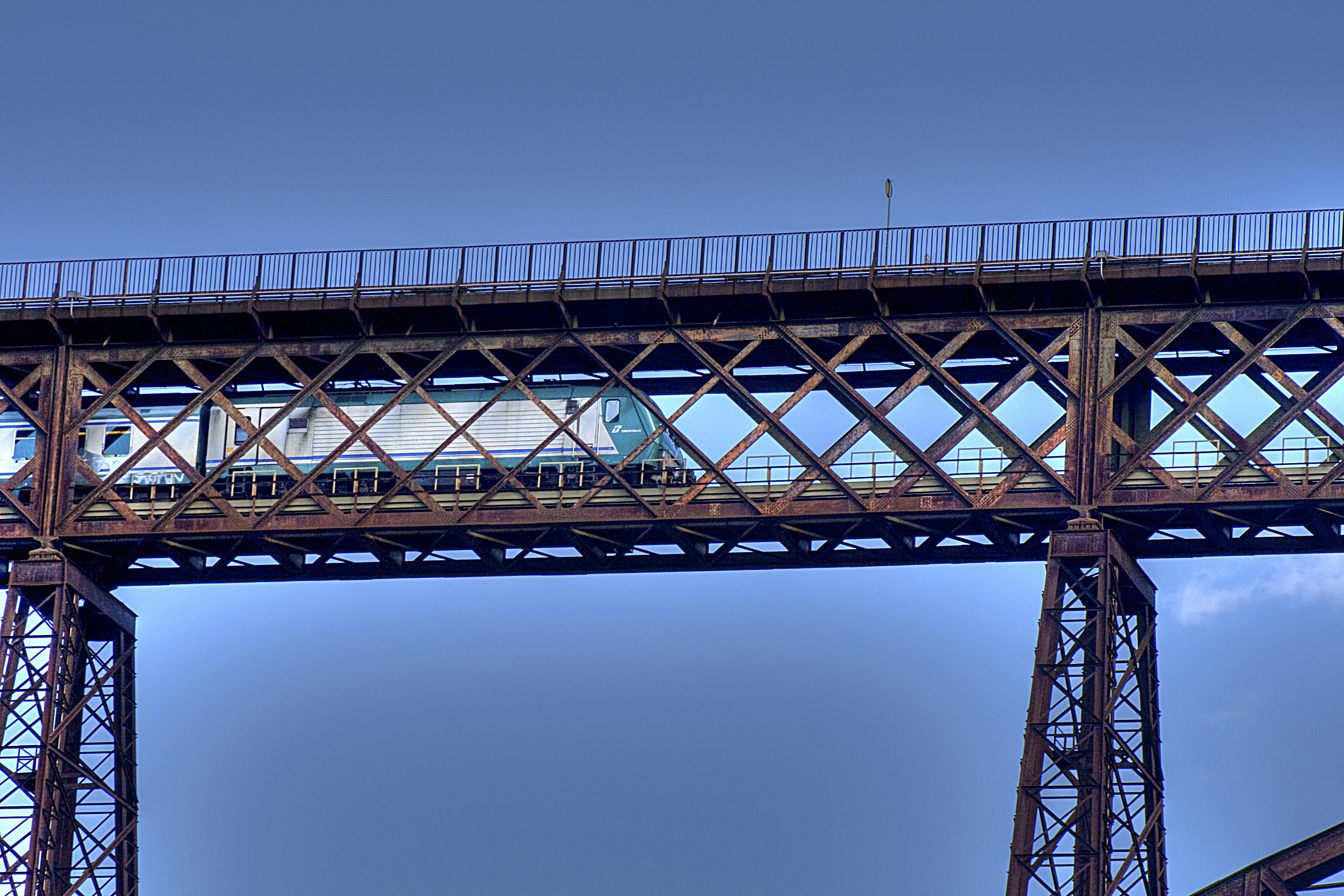
Un train FS traversant le pont.

La travée se compose de deux arcs paraboliques symétriques et côte à côte, légèrement inclinés l'un par rapport à l'autre et à section variable (plus mince vers le haut). Le choix d'un pont à travée unique, sans appuis intermédiaires au sol, était dicté à la fois par la forme particulière de la gorge à enjamber, très étroite et profonde, et par la volonté de ne pas gêner la navigation sur le cours d'eau. Les arcades reposent sur des ouvrages de ciment et de maçonnerie construits au milieu des murs des escarpements opposés qui descendent vers la rivière. Les semelles et contreforts de soutien sont constitués de plus de 5 000 mètres cubes de pierre Moltrasio et de 1 200 mètres cubes de granit Baveno. La structure est entièrement cloutée et complètement exempte de soudures.
Malgré ces limites techniques, le pont a été un travail d'ingénierie imposant pour l'époque : 100 000 clous rivetés ont été utilisés pour joindre et maintenir plus de 2 500 tonnes de la structure complexe à mailles triangulaires des arches, des pylônes et de deux niveaux accessibles à pied. De plus, la double arche pèse à elle seule plus de 1 320 tonnes, tandis que la poutre principale atteint 950 tonnes.
En raison de ses particularités techniques, le pont est considéré comme un chef-d'œuvre de l'archéologie industrielle italienne, ainsi que l'une des structures les plus remarquables construites par l'ingénierie du XIXe siècle. Il est également situé à une courte distance de deux autres sites archéologiques industriels importants, à savoir les centrales hydroélectriques d'Esterle et de Bertini. La pertinence du pont San Michele, du point de vue historique, est comparable à celle de la Tour Eiffel, construite exactement dans les mêmes années et avec des technologies similaires : les deux structures, au moment de leur construction, devinrent le symbole du triomphe industriel des deux pays respectifs. Au moment de sa construction, le pont de San Michele était de fait le plus grand pont en arc au monde en taille et le cinquième ayant la plus grande portée.

## Candidature pour le bien de l'humanité
Fin 2017, le pont a été proposé pour figurer sur la liste des sites du patrimoine mondial de l'UNESCO dans le cadre d'un bien transnational avec quatre autres ponts en arc métallique du XIXe siècle. Cette candidature a été officialisée par le maire de Paderno d'Adda en collaboration avec le conseil municipal de Calusco d'Adda, lors d'une conférence internationale tenue à Solingen, en Allemagne.
Les quatre autres ponts sont le viaduc de Garabit en France, le viaduc de Müngsten en Allemagne et les ponts Maria Pia et Dom Luís I à Porto, au Portugal.